# Alexandru Bădiță
Alexandru Bădiță (Bucarest, 2 ottobre 1937) è un ex pallanuotista rumeno.
Ha fatto parte del Romania che ha partecipato al torneo di pallanuoto ai Giochi di Melbourne 1956 e di Roma 1960.
È il padre dei nuotatori olimpici Horațiu Bădiță e Cezar Bădiță.